# Sobre la cuádruple raíz del principio de razón suficiente

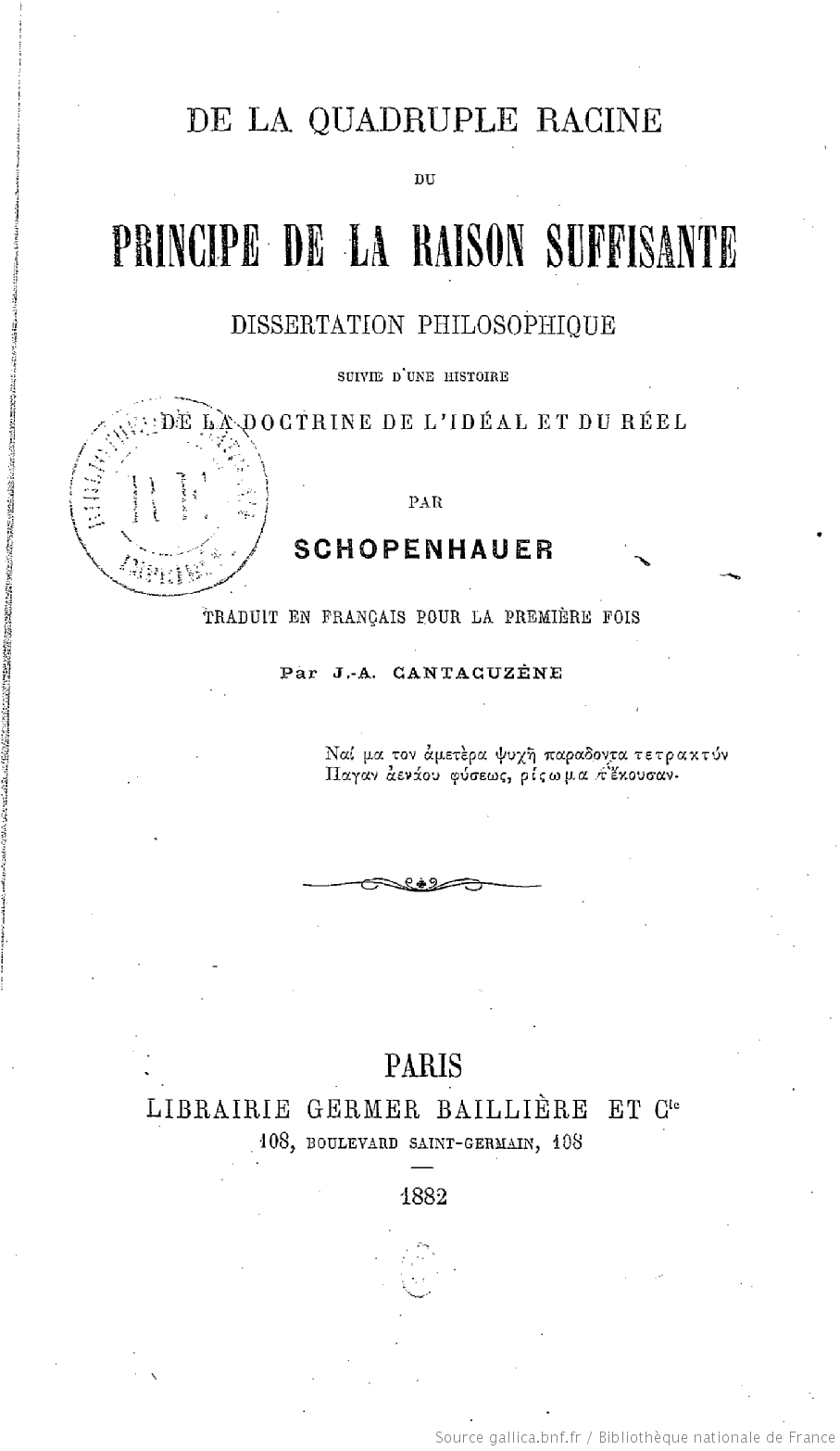
Edición francesa de la obra.

Sobre la cuádruple raíz del principio de razón suficiente (en alemán: Ueber die vierfache Wurzel des Satzes vom zureichenden Grunde) es un ensayo acerca del principio clásico de razón suficiente, escrito por el filósofo alemán Arthur Schopenhauer, como su tesis doctoral, en 1813. El principio de razón suficiente es un poderoso y controvertido principio filosófico que estipula que todo debe tener una razón o causa de ser. Schopenhauer revisó y reeditó la obra en 1847. En este trabajo, se articula la pieza central de muchos de los argumentos de Schopenhauer, quien a lo largo de sus escritos posteriores remitirá constantemente a sus lectores a este breve tratado como el punto de partida necesario para una comprensión cabal de su obra completa.[cita requerida]

## Contexto

### Histórico
En enero de 1813, después de sufrir su desastrosa derrota en Rusia, los primeros restos de la Grande Armée de Napoleón fueron llegando a Berlín. Los enfermos y heridos llenaron rápidamente los hospitales y creció el riesgo de una epidemia general. Un espíritu militarista patriótico inflamó la ciudad, y la mayoría de la población, filósofos y estudiantes incluidos, abrigó la esperanza de que podrían sacudirse violentamente el yugo francés. La situación afectó mucho a Schopenhauer, que finalmente huyó de la ciudad, retirándose a la pequeña localidad de Rudolstadt, cerca de Weimar. Fue allí, de junio a noviembre de 1813, mientras se alojaba en una posada, donde la obra fue compuesta.
Presentada como tesis doctoral, fue galardonada con un doctorado por la Universidad de Jena en ausencia. El filósofo la publicó privadamente poco después. «Surgieron tres reseñas de la obra, tratándola con cierta condescendencia. Apenas un centenar de copias fue vendido, el resto fue rematado como papel de desecho años más tarde». Entre las razones de la fría recepción de esta versión original estaban que carecía del estilo lapidario que sería característico después en el autor, y también que sus argumentos no parecían del todo claros. Una copia fue enviada a Goethe, quien respondió positivamente invitando al autor a su casa de manera regular, con el pretexto de discutir sobre filosofía, aunque algún estudioso sostiene que en el fondo lo que Goethe pretendía era reclutar al joven filósofo para ayudarlo en su "Teoría de los colores". En 1847 Schopenhauer reescribió y amplió Sobre la cuádruple raíz, publicando una nueva edición. Esta es la versión de la obra que se lee hoy en día. «Aquí sus líneas de pensamiento están firmemente trazadas y vinculadas con su trabajo principal. Se aprecia ya el desafío lanzado a la filosofía tradicional, y abundan los ataques contra el espíritu filosófico de su época».

### Filosófico
La epistemología de Schopenhauer arranca directamente de la teoría del conocimiento de Immanuel Kant. Schopenhauer enseguida se proclamó kantiano; afirmó haberse apropiado de los logros más destacados de su predecesor en la epistemología, y que luego simplemente había ampliado y completado lo que Kant había dejado a medio hacer.
Desde el punto de vista de Schopenhauer, el mérito principal de Kant reside en su distinción entre la cosa en sí misma, es decir, aquello que subyace a toda realidad, y el mundo fenoménico o aparente en el que aquella se muestra, es decir, el mundo tal y como nos lo representamos a nosotros mismos. Lo que es crucial aquí es la comprensión de que lo que hace que la experiencia sea posible, para empezar y sin excepción, es nuestra mente que capta, sintetiza las percepciones de sensación básica, abstrayendo conceptos a partir de dichas percepciones. Schopenhauer se apropia de las formas kantianas de la sensibilidad (espacio, tiempo y causalidad) y las transforma en lo que él llama el "entendimiento":

La aprehensión de la causalidad es la única función del entendimiento, su único poder, y es una gran potencia de largo alcance, compleja en su aplicación, y sin embargo, inconfundible en su identidad a través de todas sus manifestaciones. De otra parte, toda causalidad, y por ende, toda materia y, en consecuencia, la totalidad de la realidad, radican solo en la comprensión, y a través de la comprensión, en el entendimiento. La primera y más simple manifestación, siempre presente, del entendimiento es la percepción del mundo real. Se trata en todos los sentidos del conocimiento de la causa por el efecto, y por lo tanto toda percepción es intelectual.

De esta forma, el entendimiento no existe independientemente de nuestra capacidad de percibir y determinar relaciones, ya que es la base de la experiencia misma. No solo lo que pensamos en abstracto, sino también nuestras propias percepciones son completamente intelectuales y determinadas de forma subjetiva. En este punto tenemos ya sentadas las bases filosóficas del perspectivismo de Nietzsche, aunque con otra terminología: lo que Schopenhauer llama "representación" (Vorstellung, en alemán). Vorstellung puede traducirse al término inglés idea; de hecho, el propio Schopenhauer ofrece esta traducción de un uso similar en Kant de Vorstellungen. Sin embargo, esta idea es semánticamente distinta tanto de la idea platónica (que Schopenhauer insiste en que se expresa mediante el Ideen alemán) como del uso por parte de Berkeley de idea.

## El mundo como representación
La propuesta central de Schopenhauer reside en la idea principal que emana de toda su filosofía y que se resume en el aserto con que se abre su obra fundamental, El mundo como voluntad y representación: «El mundo es mi representación». El resto de su obra es un elaborado análisis y desenvolvimiento de este principio, que, como se ha dicho, arranca de la epistemología kantiana, pero es elaborado minuciosamente a través de su original versión del principio de razón suficiente. Su filosofía de la representación y la voluntad se encarga de proporcionar explicaciones adecuadas para cualquier "cosa" u objeto que se origina en relación con un sujeto de conocimiento. A cualquier representación posible siempre cabe aplicársele la pregunta de ¿por qué? que uno puede dirigir a la misma. Esta es la tarea que Schopenhauer se impuso en términos generales, en orden a ampliar y completar la tarea que Kant emprendiera con su Crítica de la razón pura.

## Argumento
Schopenhauer presenta el principio de razón suficiente desde cuatro puntos de vista que se corresponden con las cuatro raíces del título. Cuatro clases de objetos se producen siempre en relación con el sujeto cognoscente, de acuerdo con una capacidad correlativa intrínseca del propio sujeto. Estas cuatro formas del principio de razón (o causa) suficiente se resumen de la siguiente manera:

### Principio de razón suficiente del devenir
1. Principio de razón suficiente del devenir: Solo con la combinación de tiempo y espacio la realidad es perceptible por el sujeto, lo que permite las ideas de percepción y proporciona el sustrato de los juicios. Aquí radica la ley de la causalidad que, considerada subjetivamente, proporciona un conocimiento intelectual y apriorístico. Todos los posibles juicios que son inferencias de una causa y un efecto –estado físico que un sujeto infiere como causado por otro estado físico, o viceversa– parten de este fundamento para la posibilidad de tales juicios. Las ciencias naturales operan dentro de este aspecto del principio. Schopenhauer propuso una prueba de la aprioridad de la causalidad (es decir, que el universo, de hecho, opera, al menos en general, como causal en lugar de simplemente ser percibido solo a posteriori debido a la repetibilidad de las secuencias) que es diferente de la de Kant. La prueba se basa en la intelectualidad de las cosas percibidas (representaciones) –estas son producidas por "la proyección de la causalidad hacia atrás en el tiempo", a partir de excitaciones físicas de las células y los nervios (este es el papel de la inteligencia o el cerebro)– y aparentemente está influida por el filósofo medieval Witelo y sus investigaciones sobre óptica y psicología de la percepción visual.
Según Nicola Abbagnano:

Regula las relaciones entre las cosas naturales y determina la sucesión necesaria del efecto a la causa. Esta forma delimita las representaciones intuitivas, completas y empíricas: esto es, de las cosas o de los cuerpos naturales. En los diversos aspectos de esta forma de causalidad se funda la diferencia entre el cuerpo orgánico, la planta y el animal: el cuerpo orgánico es determinado en sus cambios por causas (en el sentido restringido de la palabra); la planta, por estímulos; el animal, por motivos.

### Principio de razón suficiente del conocer
2. Principio de razón suficiente del conocer: Esta clase de objetos subsume todos los juicios o conceptos abstractos, que un sujeto elabora a través de la razón conceptual y discursiva, que es la base de todo conocimiento. Las otras tres clases de objetos son representaciones inmediatas, mientras que esta clase se compone de representaciones de representaciones. Por lo tanto, el valor de verdad de los conceptos abstraídos de cualquiera de las otras tres clases de objetos se basa en su referencia a algo fuera del concepto. Los conceptos son juicios abstractos basados en intuiciones del tiempo y el espacio, las ideas de la percepción (causalidad aparente en el mundo exterior), o los actos de voluntad (causalidad experimentada desde dentro). Esta clase de objetos hace el lenguaje (en forma de juicios abstractos comunicables) posible y, como consecuencia, todas las ciencias.
Abbagnano: 

Regula las relaciones entre juicios y hace depender la verdad de la conclusión  de las premisas. Esta forma de principio delimita aquella clase de conocimientos que tan solo posee el hombre, es decir, los conocimientos racionales verdaderos y propios.

### Principio de razón suficiente del ser
3. Principio de razón suficiente del ser: Tiempo y espacio comprenden campos independientes del ser. Estas formas a priori (previas a la experiencia) proporcionan al sujeto respectivamente un sentido temporal "interno" y un sentido espacial "externo". Subjetivamente, éstas son las formas de la sensibilidad pura, es decir, que hacen las sensaciones posibles para el sujeto. La primera hace posible la aritmética, y se presupone para todas las otras formas del principio de razón suficiente; la otra hace posible la geometría. El tiempo es unidimensional y puramente sucesivo; cada momento determina el siguiente; en el espacio, cualquier posición se determina solo en sus relaciones con el resto de posiciones dentro de un sistema, por tanto, finito y cerrado. Así, las intuiciones de tiempo y espacio proporcionan los motivos del ser que hacen posibles los juicios aritméticos y geométricos, que también son válidos para la experiencia.
Abbagnano: 

Regula las relaciones entre las partes del tiempo y del espacio, y por eso mismo determina la concatenación lógica de los entes aritméticos y geométricos. Por tanto, en él se funda la verdad de los conocimientos matemáticos.

### Principio de razón suficiente del obrar
4. Principio de razón suficiente del obrar o querer: Es posible para un sujeto de saber conocerse a sí mismo directamente como "voluntad". El sujeto conoce sus actos de voluntad solo después de los hechos en el tiempo. La acción, entonces, encuentra su raíz en la ley de la motivación, el terreno de la actuación, que es la causalidad, pero vista desde el interior. En otras palabras, el sujeto no solo conoce su cuerpo en tanto que objeto de los sentidos externos en el espacio, sino también con un sentido interno, en el tiempo; el sujeto tiene conciencia de sí mismo además de conocer su cuerpo como idea de la percepción. ¿Por qué un sujeto actúa como lo hace? Cuando un motivo suficiente aparece en la forma ya sea de una intuición, percepción o una concepción abstracta, el sujeto actuará de acuerdo con su carácter o "voluntad". Por ejemplo, a pesar de todos los planes en sentido contrario, cuando llega el momento real de actuar, lo hacemos dentro de los constituyentes de la situación retórica (las diversas representaciones presentes en la experiencia del sujeto), y a menudo nos sorprendemos por lo que realmente decimos y hacemos. Las ciencias humanas encuentran su campo de estudio en este aspecto del principio de razón suficiente.
Abbagnano: 

Regula las relaciones entre las acciones y las hace depender de sus motivos. La motivación es, por ello, una clase particular de la causalidad y, precisamente, la causalidad vista desde el interior mismo del sujeto agente.

Según Abbagnano, «estas cuatro formas del principio de causalidad constituyen cuatro formas de necesidad que dominan todo el mundo de la representación: la necesidad lógica según el principio de la ratio cognoscendi [razón del conocimiento]; la necesidad física según la ley de la causalidad; la necesidad matemática según el principio de la ratio essendi [razón del ser], y la necesidad moral, según la cual todo hombre, como todo animal, debe cumplir la acción sugerida por el motivo, cuando este motivo se le ha presentado. Esta última forma de necesidad excluye, evidentemente, la libertad de la voluntad humana, que de hecho no existe, según Schopenhauer. El hombre, como representación, es solamente un fenómeno entre otros fenómenos, y está sometido a la ley general de los fenómenos mismos, que es la causalidad, en la forma específica que le es propia, la de la motivación».

## Conclusión
Para Arthur Schopenhauer, un juicio es una combinación o separación de dos o más conceptos. Si un juicio ha de ser una expresión de conocimiento, debe tener una razón suficiente por el cual el juicio pueda considerarse verdadero. La verdad es la referencia de un juicio a algo diferente de sí mismo que es su razón suficiente (fundamento). Los juicios pueden tener verdad material, formal, trascendental o metalógica. Un juicio tiene verdad material si sus conceptos se basan en percepciones intuitivas que se generan a partir de sensaciones. Si un juicio tiene su razón (fundamento) en otro juicio, su verdad se llama lógica o formal. Si un juicio, de, por ejemplo, matemáticas puras o ciencia pura, se basa en las formas (espacio, tiempo, causalidad) del conocimiento empírico intuitivo, entonces el juicio tiene una verdad trascendental.
Diferentes reglas gobiernan las posibles explicaciones para las representaciones de las cuatro clases y «toda explicación dada de acuerdo con esta línea de pensamiento es meramente relativa. [El principio de razón suficiente] explica las cosas en referencia a otras, pero siempre deja algo inexplicable que se presupone», y las dos cosas que son absolutamente inexplicables son el principio en sí mismo y "la cosa en sí", que Schopenhauer relaciona con la voluntad de vivir. El principio, desde otro punto de vista, posibilita la forma general de cualquier perspectiva dada, presuponiendo sujeto y objeto. La cosa en sí misma, sin embargo, más allá de sujeto y objeto, permanece para siempre incognoscible desde cualquier perspectiva, ya que cualquier cualidad que se le atribuya no se basa más que en percepciones, es decir, constructos de la mente a partir de sensaciones dadas en el tiempo y el espacio.
Los conceptos que nos formamos partiendo de nuestras percepciones no pueden en modo alguno referirse verosímilmente a nada que se halle más allá de estos límites de la experiencia, y ya antes que para Schopenhauer caían bajo la navaja crítica de Kant por ejemplo todas las pruebas de la existencia de Dios o cualquier cosa más allá de una posible experiencia. Kant denominó a su método idealismo crítico o trascendental. Pero importa tener en cuenta aquí que "trascendental" no se refiere al conocimiento de lo incognoscible, sino a las condiciones intelectuales a priori necesarias para la experiencia. Esta intuición del conocimiento a priori es el antecedente de la expresión posmoderna "de antemano" [always already, en inglés]: solo un "tiempo" y un "espacio" dados determinan la posibilidad de la experiencia. Schopenhauer distingue, por otra parte, en este punto lo que él llama los "falsos a priori": la perspectiva cultural (ideología) en que uno se ha formado determina su relación con la experiencia, además de las mencionadas formas a priori de espacio y tiempo. Él los considera falsos a priori porque es posible investigar y descubrir sus motivos, lo que lleva a una reorientación que se refiere a los fenómenos de la experiencia como fuente de nuevos conocimientos, distinguiéndolos de los meros prejuicios "de antemano" de cada cual sobre los fenómenos.

## Resumen de E. F. J. Payne
En el prólogo a su traducción al inglés de El mundo como voluntad y representación de Schopenhauer, E. F. J. Payne resume concisamente Sobre la cuádruple raíz:

Nuestra mente cognoscente […] es divisible únicamente en sujeto y objeto. Ser objeto para el sujeto y ser nuestra propia representación o imagen mental son una y la misma cosa. Todas nuestras representaciones son objetos para el sujeto, y todos los objetos del sujeto son nuestras representaciones. Estas se distinguen entre sí dentro de un esquema regulado en forma determinable a priori, y en virtud de este esquema nada existente por sí mismo, nada independiente, único o aparte, puede convertirse en objeto para nosotros. […] El primer aspecto de este principio es el del "devenir", en que este aparece como la ley de la causalidad y se aplica únicamente a los cambios. Así, dada una causa concreta, el efecto debe necesariamente seguirse de ella. El segundo aspecto se refiere a conceptos o representaciones abstractas, que a su vez se han extraído de las representaciones de la percepción intuitiva, y aquí el principio de razón suficiente establece que, dadas ciertas premisas, la conclusión debe seguirse de ellas. El tercer aspecto del principio tiene que ver con el estar en el espacio y el tiempo, y muestra que la existencia de una relación implica inevitablemente la existencia de otra, por lo que la igualdad de los ángulos de un triángulo implica necesariamente la igualdad de sus lados, y viceversa. Por último, el cuarto aspecto se refiere a los actos, y el principio aparece como la ley de la motivación, que establece que una secuencia de acción definida sobreviene inevitablemente a un carácter y motivo determinados.